# کالج مسیح، کمبریج
کالج مسیح، کمبریج (به انگلیسی: Christ's College, Cambridge) یکی از کالج‌های تشکیل دهندهٔ دانشگاه کمبریج، متشکل از استادان و همراهان کالج و همچنین حدود ۶۰۰ دانشجو است. این کالج توسط (لیدی) مارگارت بیوفورت (۱۴۴۳–۱۵۰۹ میلادی) مادر هنری هفتم پادشاه انگستان در سال ۱۵۰۵ میلادی تأسیس شد و منشور سلطنتی خود را در تاریخ اول ماه مه همان سال به دست آورد، و دوازدهمین کالج کمبریج بود که به این صورت تأسیس شود. کالج مسیح در اصل به عنوان خانهٔ خدا (God's House) در ۱۴۳۷ تأسیس شده بود. بخش بزرگی از معروفیت این کالج به خاطر فارغ التحصیلانی مانند چارلز داروین، جان میلتون، مارتین اونز، زیست‌شناسی رشد و ویلیام پیلی است.

## پیشینه
کالج مسیح توسط ویلیام بینگهام در سال ۱۴۳۷ به عنوان خانه خدا در زمینی که به زودی فروخته شد تا امکان گسترش کالج کینگز فراهم شود، تأسیس شد. بینگهام اولین مجوز سلطنتی برای خانهٔ خدا (Godshouse) را در ژوئیهٔ ۱۴۳۹ به دست آورد. این کالج برای تأمین کمبود استادان دستور زبان در انگلستان در آن زمان تأسیس شد، و کالج به عنوان «اولین کالج آموزشی دبیرستانی ثبت شده» توصیف شده است. محل اصلی خانهٔ خدا Godshouse در سال ۱۴۴۳ به کالج کینگ تحویل شد و در حال حاضر حدود سه چهارم کلیسای کالج کینگ در محل اصلی خانهٔ خدا قرار دارد.
پس از مجوز اولیه سلطنتی در سال ۱۴۳۹، سه مجوز دیگر، دو مجوز در سال ۱۴۴۲ و یکی در سال ۱۴۴۶، پیش از آن در سال ۱۴۴۸ به خانهٔ خدا منشوری که در واقع بر اساس آن کالج تأسیس شده بود، اعطا شد.در این منشور، پادشاه هنری ششم به عنوان مؤسس نامگذاری شد و در همان سال کالج به مکان فعلی خود منتقل شد.

## ساختمان‌ها
ساختمان‌های اولیهٔ کالج قرن ۱۵/۱۶ اکنون بخشی از بناهای فرست کورت را تشکیل می‌دهند، از جمله کلیسای کوچک، لژ استاد و برج گیت بزرگ. گیت به خودی خود در این مورد نامتناسب است؛ قسمت پایین آن برای تطبیق با افزایش سطح خیابان بریده شده است، که می‌توان آن را در پله‌های منتهی به پای پلکان L در برج گیت مشاهده کرد. سالن کالج، که در آغاز در ابتدای قرن شانزدهم ساخته شد، در سال‌های ۱۸۷۵–۱۸۷۹ توسط جورج گیلبرت اسکات جوان ترمیم شد. چمن‌زار فرست کورت به‌گونهٔ معروفی گرد و مدور است و یک گیاه
ویستریا در جلوی «مسترز لژ» پراکنده است.
کورت دوم به‌طور کامل تنها از سه طرف ساخته شده است که یکی از آنها توسط ساختمان یاران دهه ۱۶۴۰ ساخته شده است. سمت چهارم به باغ مسترز بازمی‌گردد.
ساختمان استیونسون در دادگاه سوم توسط جی جی استیونسون در دهه ۱۸۸۰ طراحی شد و در سال ۱۹۰۵ به عنوان بخشی از چهارصدمین سالگرد کالج گسترش یافت. در سال ۱۹۴۷ پروفسور آلبرت ریچاردسون یک گنبد جدید برای ساختمان استیونسون طراحی کرد، و ساختمان دوم، ساختمان صدراعظم گرجستان جدید (پلکان W، که اکنون به عنوان ساختمان بلیت شناخته می‌شود)، در سال ۱۹۵۰ تکمیل شد. ساختمان یادبود دادگاه سوم (پلکان Y)، یکی از دوقلوهای ساختمان صدراعظم، همچنین توسط ریچاردسون، در سال ۱۹۵۳ با هزینه ۸۰۰۰۰ پوند تکمیل شد. کورت سوم همچنین به دلیل نمایش عنبیه‌هایش در ماه مه و ژوئن، هدیه‌ای به کالج در سال ۱۹۴۶، مورد توجه است. کورت جدید بتنی چند لایه (اغلب به نام «ماشین تحریر» خوانده می‌شود) به سبک [[معماری مدرن توسط سر دنیس لاسدون در سال‌های ۱۹۶۶–۱۹۷۰ طراحی شد و در آگهی ترحیم لاسدون در گاردین به عنوان یک نمونهٔ «عالی» توصیف شد. هیو پیرمن، منتقد طراحی می‌گوید: «لاسدون در ارتباط با خیابان معلق در قسمت پشتی مشکل بزرگی داشت». در عکس‌های هوایی این بنا بسیار متمایز به نظر می‌رسد و بخشی از مرز شمالی کالج را تشکیل می‌دهد.

## چهره‌های برجسته
رابرت اوپنهایمر